# Utvrda Hwaseong
Utvrda Hwaseong (hangul: 화성; hanja: 華城; što znači "sjajna utvrda") je utvrđeno središte grada Suwona, glavnog grada pokrajine Gyeonggi-do (Južna Koreja). Utvrda se nalazi 30 km južno od Seula, a u njoj se nalazi palača kralja Jeongjoa iz dinastije Joseon, Haenggung, i protječe glavni potok u gradu,  Suwoncheon. Izgradio ju je upravo kralj Jeongjo krajem 18. stoljeća oko spomen-kuće svoga oca, kraljevića Sadoa, kojeg je njegov otac, kralj Yeongjo, ubio zatvorivši u sanduk s rižom nakon što je ovaj odbio izvršiti samoubojstvo na očevu zapovijed. God. 1997., utvrda Hwaseong je upisana na UNESCO-ov popis mjesta svjetske baštine u Aziji zbog "njezinih snažnih obrambenih zidina koje su ujedinile najnovija dostignuća vojne arhitekture svoga doba, s istoka i zapada".

## Povijest
Kraljević Sado Seja je bio žrtva zavjere suda i nakon što je nepravedno osuđen on se odbio ubiti na zapovijed svog oca, 2. kralja Chosona, te je pogubljen na jako okrutan način. Kada se njegov sin, kralj Jeongjo, 1776. godine dočepao vlasti, on je ekshumirao posmrtne ostatke svoga oca i sahranio ga u obližnju grobnicu brda Hwasan. Za pokoj duše svog oca, on je dao izgraditi hram Yongjusa u podnožju obližnjeg brda P'altalsan u Suwonu, gdje je naposljetku izgradio i utvrdu kao sjedište svoje vlade. Drugi razlozi za premještanje prijestolnice bili su sktaški sukobi, te jačanje vlade i njena zaštita unutar debelih zidina utvrde. 
Utvrda je izrađena prema nalazima arhitektonskog djela "Strategija utvrda" (Songhwa Churyak), Chong Y ag-Yonga iz 1793. godine. Građena je od siječnja 1794. do rujna 1796., pod nadzorom Ch'a ChaeGonga, bivšeg ministra i sudca u prefekturi Yongjungch'u.
Dizalice, koloture i druga posebna oprema je dizajnirana i proizvedena specijalno za ovaj projekt, što je objavljeno u "Arhivu izgradnje tvrđave Hwasong" (Hwasong Songyok Uigwe). Ostale građevine su podignute oko utvrde, uključujući palaču i pokrajinski žrtveni oltar zaštitnika-božanstava države, Hwasong Sajiktan. 
Ove građevine su spaljene u kasnijim ratovima i pobunama, i samo je dvorana Nangnamhon, dodatak provincijalne palače, opstala do danas. Usprkos uništenju ili oštećenju dijelova utvrde za vrijeme japanske okupacije Koreje i Korejskog rata, zahvaljujući postojanju arhiva utvrda se može obnoviti u svom izvornom obliku.

## Odlike
Zidine utvrde su duge 5,74 km i debele su od 4 do 6 metara, izvorno površine od 1,3 km². Na ravnom terenu zidovi su veći nego na dva brda kojima prolaze, jer su se viši zidovi smatrali nepotrebnima na brežuljcima. Parapeta je sagrađena od kamena i opeke, kao i većina utvrde, i bili su visoki 1,2 metra.
Utvrda ima četiri vrata: Janganmun (sjeverna vrata), Hwaseomun (zapadna), Paldalmun (južna) i Changnyongmun (istočna), koja su bila uokvirena stražarskim tornjevima. Janganmun su najveća u Koreji i nalikuju Seulskim vratima Namdaemun u dizajnu krova i obradi kamena i drva. Sjeverna i južna vrata imaju dvokatne drvene paviljone, dok istočna i zapadna imaju samo jednokatne. 
Bilo je izvorno 48 građevine uz zidine utvrde, ali sedam ih je izgubljeno u poplavama, ratovima, ili habanju. Utvrda danas ima ustavu, četvera tajna vrata, četiri stražarske platforme, dva promatračka tornja, dva zapovjedna mjesta, dvije strijelačke platforme, pet bastiona s topovima, pet stražarskih postava, četiri paviljona, svjetionik-toranj i devet tureta.
Svjetionik-toranj ima pet dimnjaka koji mogu praviti različite signale dimom ili vatrom. Kada je jedan svijetlio označavao je mir, a dva da je neprijatelj uočena, dok su tri upozoravala kako je neprijatelj blizu, a četiri da je neprijatelj prodro u grad, dok je pet signala značilo da su napadnute zidine.

## Poveznice
- Vaubanove utvrde, Francuska
- Xi'an, Kina

## Vanjske poveznice
- Službena stranica utvrde  Arhivirana inačica izvorne stranice od 8. svibnja 2013. (Wayback Machine) (engl.)
- Asian Historical Architecture profile of Hwaseong fortress (engl.)
- Panografije 360°  Arhivirana inačica izvorne stranice od 27. svibnja 2012. (Wayback Machine) na Patrimonium-mundi.org